# Causewayed enclosure von Magheraboy
 Die Causewayed enclosure von Magheraboy ist eine frühneolithische zwischen 4000 und 3800 v. Chr. errichtete, 1,7 ha große Einfriedung. Sie liegt auf dem Gipfel einer lang gestreckten Erhöhung im Townland Magheraboy (irisch An Machaire Buí) bei Sligo im County Sligo in Irland. Eine gleichnamige Barony liegt im County Fermanagh in Nordirland.
Die Steinpackungen ihrer Palisade, an der Nord- und Südseite, wurden bei Straßenbauarbeiten an der N4 angeschnitten, wodurch die große Einfriedung belegt wurde. Außerhalb des Palisadenrings lag ein Ring aus Gräben und Erdwällen, die durch Übergänge separiert waren. Einfriedungen dieser oder ähnlicher Art werden vor allem in Großbritannien und auf dem Kontinent gefunden, jedoch nur in wenigen Exemplaren in Irland.
Es gibt keine allgemein gültige Erklärung für die Funktion dieser Causewayed camp bzw. Erdwerk genannten Anlagen. Viele Archäologen glauben, dass sie Orte für Zeremonien oder Rituale waren, während andere sie für Viehmärkte oder Versammlungsplätze der verstreut wohnenden Gemeinschaft halten.
Die Gräben der Einfriedung waren mit Erde und frühneolithischen Artefakten, wie bearbeiteten Quarzkristallen, Pfeilspitzen aus Feuerstein und Tonwaren gefüllt. Auch eine einzelne beschädigte (von über 7000 in Irland zuvor gefundenen) Porzellanit-Axt wurde geborgen. Porzellanit ist ein hartes, blaugrünes Gestein, das im Aussehen unglasiertem Porzellan ähnelt. Als Abbauorte in Irland sind Tievebulliagh und Brockley auf Rathlin Island (beide im County Antrim) bekannt. 55 innerhalb der Umwallung entdeckte Gruben bargen weitere frühneolithische Artefakte, einschließlich Klingen, Schaber und Keramik.
Westlich der Einfriedung liegt ein kleines Hillfort aus der Eisenzeit, das durch C14-Datierung auf 370 v. Chr. bestimmt wurde.
Ein mittelalterliches Ringfort von 40 m Durchmesser, umgeben von einem Graben, liegt nahe dem höchsten Punkt. Es wurde zwischen 570 und 880 n. Chr. errichtet.